# Уей Йен
Уей Йен (на китайски: 魏延, на пин-ин Wèi Yán) е китайски военачалник, един от изтъкнатите военачалници на царство Шу.
Според романа „Трицарствие“ Уей Йен първоначално е на служба като среден по ранг офицер при Лиу Бяо, но това не е потвърдено от исторически източници. Приема се, че той се присъединява към армията на Лиу Бей, след като той превзема Чанша около 209. Със своите способности за няколко години той става един от главните военачалници в армията на Лиу Бей и през 219 е назначен за управител на Ханджун, шестият по ранг военен пост в Шу след Петимата тигрови военачалници. След смъртта на Лиу Бей през 223 Уей Йен е на служба при Джугъ Лян по време на войните му с царство Уей.
Обстоятелствата около смъртта на Уей Йен са неясни. След смъртта на Джугъ Лян през 234 той планира да нападне войските на Уей, но някои офицери, сред които Дзян Уей се противопоставя. Той се опитва да им попречи да се върнат в Шу, като изгори мост в тази посока, но те го обвиняват в бунт и го убиват.
|  | Тази страница частично или изцяло представлява превод на страницата Wei Yan в Уикипедия на английски. Оригиналният текст, както и този превод, са защитени от Лиценза „Криейтив Комънс – Признание – Споделяне на споделеното“, а за съдържание, създадено преди юни 2009 година – от Лиценза за свободна документация на ГНУ. Прегледайте историята на редакциите на оригиналната страница, както и на преводната страница, за да видите списъка на съавторите. ВАЖНО: Този шаблон се отнася единствено до авторските права върху съдържанието на статията. Добавянето му не отменя изискването да се посочват конкретни източници на твърденията, които да бъдат благонадеждни. |